# Centrul istoric al Craiovei
Centrul istoric al Craiovei este un ansamblu de monumente istorice aflat pe teritoriul municipiului Craiova.